# ان-کاترین لینزنهاف
ان-کاترین لینزنهاف (آلمانی: Ann-Kathrin Linsenhoff؛ زادهٔ ۱ اوت ۱۹۶۰ میلادی در شهر دوسلدورف) یک سوارکار زن اهل کشور آلمان و قهرمان رقابتهای المپیک است. وی موفق به دریافت مدال طلا در رشتهٔ درساژ المپیک تابستانی ۱۹۸۸ سئول شد.

## زندگی‌نامه
کاترین لینزنهاف دختر لیزلوت لینزنهاف سوارکار و قهرمان المپیک است. او در سال ۲۰۰۲ به عنوان سفیر حسن نیت سازمان ملل انتخاب شد.